# Otanche

Localização de Otanche no departamento de Boyacá.

Otanche é um município no departamento de Boyacá, na Colômbia.